# SSSS.Gridman
SSSS Gridman (グ リ ッ ド マ ン Guriddoman?,  (estilizado como SSSS.GRIDMAN)) es una serie de anime coproducida por Tsurubaya Productions y Trigger, basada en la serie tokusatsu de 1993–1994 Denkou Choujin Gridman. Las dos productoras colaboraron previamente en el corto Denkou Choujin Gridman: boys invent great hero en 2015, para la Japan Animator Expo. El «SSSS» en el título significa «Special Signature to Save a Soul», revelado en el episodio final, o es una referencia a Superhuman Samurai Syber-Squad, una adaptación estadounidense de Denkou Choujin Gridman. Fue estrenada el 7 de octubre y finalizó el 23 de diciembre de 2018. Otro proyecto de animación fue anunciado en la convención de Tsuburaya Production, Tsubucon, titulado SSSS.Dynazenon, y es una continuación de SSSS.Gridman .

## Sinopsis
La historia se centra en Yūta Hibiki, un estudiante amnésico de primer año de secundaria que vive en la ficticia ciudad japonesa de Tsutsujidai. Se encuentra con el Hyper Agent Gridman en una vieja computadora, quien le dice que tiene una misión que debe cumplir; Yūta se propone encontrar el significado de esas palabras y su pérdida de memoria. La aparición repentina de un kaiju finalmente cambia la dinámica habitual de Yūta y sus compañeros de clase. Yūta es capaz de fusionarse con Gridman para luchar contra el kaiju, pero después del ataque, los recuerdos de las personas son restablecidos y los que mueren son olvidados. Como ""«Alianza Gridman» (グリッドマン同盟 Guriddoman Dōmei?), Yūta y sus amigos ahora buscan detener los kaiju y descubrir la verdad detrás de las desapariciones.

## Personajes

### Alianza Gridman
Alianza Gridman (グリッドマン同盟 Guriddoman Dōmei?) es un trío de estudiantes de secundaria que ayudan al Hyper Agent Gridman a combatir los ataques kaiju dentro de la ciudad. Debido a su conexión con el héroe, son los únicos que no se ven afectados por los cambios realizados cuando uno de los kaiju de Akane mató a una víctima, lo que hizo que se borrara de la existencia. Su base de operaciones es Junk Shop Aya, la tienda de Rikka.
Yūta Hibiki (響 裕太 Hibiki Yūta?)
 Seiyū: Yūya Hirose
Un joven amnésico que se despierta cerca de la casa de Rikka. Tiene la habilidad especial de ver a Gridman e ilusiones de monstruos dentro de la ciudad. Al fusionarse con Gridman, puede luchar contra los ataques de monstruos. Vive solo en el departamento de su familia, ya que sus padres se fueron en un viaje de negocios.
Gridman (グリッドマン Guriddoman?)
 Seiyū: Hikaru Midorikawa
Un Hyper Agent (ハイパーエージェント Haipā Ējento?) que reside en una vieja PC, Junk. Él le recuerda al niño que "cumpla su misión" y se fusionó con el para convertirse en gigante, además de materializarse en el mundo real para luchar contra las amenazas de monstruos. Los miembros de la Alianza Gridman y estudiantes de la secundaria Neon Genesis son los únicos que pueden percibir su existencia.
Por sí mismo, el color verdadero es púrpura y cambia a rojo una vez que se optimiza con la actualización de Junk. Su finalizador es Grid Beam (グリッドビーム Guriddo Bīmu?), un ataque disparado desde su Aceptador en la mano izquierda. Las armas de asistencia proporcionaron a Gridman fuerza adicional en combate.
Shō Utsumi (内海 将 Utsumi Shō?)
 Seiyū: Sōma Saitō
Compañero de clase de Yūta y fundador de la Alianza Gridman, especializado en redes humanas. Es fanático de los tokusatsu, incluida las Ultraseries.
Rikka Takarada (宝多 六花 Takarada Rikka?)
 Seiyū: Yume Miyamoto
Compañera de clase de Yūta y la que lo encontró amnésico frente a su casa. De sus compañeros de equipo, ella desea una vida normal, pero desea que Yūta siga luchando como Gridman para salvar a sus amigos

## Producción

### Anime
SSSS.Gridman fue anunciado durante el panel del estudio Trigger en el Anime Expo de 2017, junto con Darling in the Franxx y Promare. Trigger describió el programa como «su versión anime de la serie tokusatsu», con una historia original no relacionada con la serie de imagen real anterior. Durante la Tokyo Comic Con de 2017, se revelaron más detalles sobre el programa, incluido el personal principal, el estreno para octubre de 2018, a Masayuki Gotou como diseñador de personajes y el actor de voz Hikaru Midorikawa repitiendo su papel como Gridman.
El 24 de marzo de 2018, el sitio web oficial reveló otros detalles visuales y el elenco principal de voces. Durante el Anime Expo de 2018, Trigger reconoció las diferencias entre los lanzamientos estadounidenses y japoneses de Gridman, aclarando que SSSS.Gridman es un nuevo programa con el mismo concepto y destacando que a pesar de tener una historia completamente nueva, no era un reboot.
La serie se emitió del 7 de octubre al 23 de diciembre de 2018. La serie fue dirigida por Akira Amemiya, con guiones de Keiichi Hasegawa, y animada por el estudio Trigger. Masayuki Gotou diseña el Gridman, Masaru Sakamoto maneja los diseños de los personajes y Shirō Sagisu la música. El tema de apertura es UNION de OxT, y el ending youthful beautiful de Maaya Uchida. Durante su panel en el Anime Expo de 2018, Funimation anunció que licenció la serie para su transmisión en FunimationNow y un doblaje al inglés. El anime fue transmitido simultáneamente por Crunchyroll en Estados Unidos, Canadá, Australia, Nueva Zelanda, Reino Unido, Irlanda, Sudáfrica y los países nórdicos.